# Enrico Buonocore
Enrico Buonocore (Ischia, 23 luglio 1971) è un allenatore di calcio ed ex calciatore italiano, di ruolo attaccante.

## Carriera

### Giocatore
Cresce calcisticamente nel Napoli, ma nella squadra partenopea non riesce mai ad esordire in campionato. 
Gioca la sua prima stagione in C1 con la Torres, per poi passare in C2 al Latina. Con la squadra nerazzurra mette a segno 5 reti in 24 presenze e l'anno successivo viene ingaggiato dal Ravenna. Con la squadra giallorossa riesce a spiccare il volo, ritagliandosi un posto da titolare e diventando uno dei protagonisti della prima storica promozione in Serie B dei ravennati.
Nel 1994 viene però girato in prestito al Cosenza allenato da Alberto Zaccheroni. Con i rossoblù ottiene la consacrazione nel calcio cadetto, mettendo a segno 8 gol in 29 partite e diventando un idolo della tifoseria cosentina per le sue funamboliche giocate. Viene riconfermato a furor di popolo anche nella successiva stagione, ma il rapporto con il Cosenza si interrompe a novembre del 1995 quando il Ravenna lo richiama per centrare l'obiettivo della promozione in B. Resta a Ravenna anche per i due successivi campionati cadetti, nei quali realizza 9 reti in 64 gare. 
Nel 1998 arriva la chiamata del Venezia che lo fa esordire in Serie A il 13 settembre 1998 in Bari-Venezia. Restano tuttavia soltanto 6 i gettoni di presenza nella massima serie, anche a causa del rapporto complicato con il tecnico Walter Novellino, ed a gennaio il Ravenna, ancora titolare del suo cartellino, lo cede alla Ternana in serie B e successivamente al Messina in Serie C2. Con la formazione peloritana ripete l'impresa della doppia promozione e torna a giocare in cadetteria. 
Nel 2003 ritorna a Ravenna in C2, per poi essere ceduto al Frosinone a titolo definitivo. 
In seguito gioca nei Dilettanti vestendo le maglie dell'Ancona, del Montecchio, dell'Ischia, della Santegidiese, e della San Felice Normanna.
Nel 2009 viene ingaggiato dal Forlì squadra militante in Eccellenza,
e chiude la carriera a Riccione, in serie D.

### Allenatore
Nell'estate 2014 viene contattato dalla dirigenza del Riviera di Romagna, società di calcio femminile con sede a Cervia che milita in Serie A, per sostituire Massimo Agostini. Con la società romagnola non riesce ad evitare i playout: ma nel derby contro il San Zaccaria, le ravennati vincono 2-1 allo Stadio Germano Todoli restano in A.; il 12 maggio 2016 lascia la panchina delle cervesi per passare all'Ischia Isolaverde come vice allenatore di Giovanni Giuseppe Di Meglio.
Nell'agosto del 2016 passa al Messina dove ricopre il ruolo di vice allenatore di Salvatore Marra, ma vengono esonerati il 17 ottobre dello stesso anno.
Nella stagione 2018-2019 ricopre il ruolo di allenatore del Cervia, dove torna l'11 novembre 2021, al posto dell'esonerato Antongiulio Bonacci.
Nell'estate 2022 si accorda con l'Ischia, squadra della sua città, inserita nel girone A dell'Eccellenza Campana. Nell'aprile seguente, dopo un torneo dominato, conduce il club in Serie D con una giornata d'anticipo sul termine della stagione regolare. Il 4 novembre 2024 comunica alla società la necessità di una pausa di riflessione, richiesta prontamente rientrata il giorno successivo, dopo un incontro con la dirigenza. Il 17 seguente però, dopo la sconfitta casalinga contro il Manfredonia, comunica al presidente Taglialatela la decisione di rassegnare le dimissioni dall'incarico. Decisione confermata e accettata dalla dirigenza nei giorni successivi. 
Ad oggi allena la Sant’Egidiese, compagine abruzzese che milita in Promozione. Ha militato con i giallorossi anche da calciatore nella stagione 2006/07, anche in quell’occasione dopo aver lasciato la sua patria natia.

## Statistiche

### Statistiche da allenatore
Statistiche aggiornate al 22 maggio 2019.
| Stagione        | Squadra           | Campionato      | Campionato | Campionato | Campionato | Campionato | Coppe nazionali | Coppe nazionali | Coppe nazionali | Coppe nazionali | Coppe nazionali | Coppe continentali | Coppe continentali | Coppe continentali | Coppe continentali | Coppe continentali | Altre coppe | Altre coppe | Altre coppe | Altre coppe | Altre coppe | Totale | Totale | Totale | Totale | % Vittorie |
| Stagione        | Squadra           | Comp            | G          | V          | N          | P          | Comp            | G               | V               | N               | P               | Comp               | G                  | V                  | N                  | P                  | Comp        | G           | V           | N           | P           | G      | V      | N      | P      | %          |
| --------------- | ----------------- | --------------- | ---------- | ---------- | ---------- | ---------- | --------------- | --------------- | --------------- | --------------- | --------------- | ------------------ | ------------------ | ------------------ | ------------------ | ------------------ | ----------- | ----------- | ----------- | ----------- | ----------- | ------ | ------ | ------ | ------ | ---------- |
| mag.-giu. 2016  | Ischia Isolaverde | LP              | 0+2        | 0+1        | 0+0        | 0+1        | CI-LP           | -               | -               | -               | -               | -                  | -                  | -                  | -                  | -                  | -           | -           | -           | -           | -           | 2      | 1      | 0      | 1      | 50,00      |
| 2018-2019       | Cervia            | Prom.           | 34+1       | 16         | 11         | 7+1        | CI-P            | 4               | 3               | 0               | 1               | -                  | -                  | -                  | -                  | -                  | -           | -           | -           | -           | -           | 39     | 19     | 11     | 9      | 48,72      |
| nov. 2021-2022  | Cervia            | Prom.           | 17         | 10         | 3          | 4          | CI-ER           | -               | -               | -               | -               | -                  | -                  | -                  | -                  | -                  | -           | -           | -           | -           | -           | 17     | 10     | 3      | 4      | 58,82      |
| Totale Cervia   | Totale Cervia     | Totale Cervia   | 52         | 26         | 14         | 12         |                 | 4               | 3               | 0               | 1               |                    | -                  | -                  | -                  | -                  |             | -           | -           | -           | -           | 56     | 29     | 14     | 13     | 51,79      |
| 2022-2023       | Ischia            | Ecc.            | 34         | 24         | 6          | 4          | CI-DC           | 4               | 3               | 0               | 1               | -                  | -                  | -                  | -                  | -                  | -           | -           | -           | -           | -           | 38     | 27     | 6      | 5      | 71,05      |
| 2023-2024       | Ischia            | D               | 34+1       | 16         | 12         | 6+1        | CI-D            | 1               | 0               | 0               | 1               | -                  | -                  | -                  | -                  | -                  | -           | -           | -           | -           | -           | 36     | 16     | 12     | 8      | 44,44      |
| 2024-2025       | Ischia            | D               | 12         | 3          | 3          | 6          | CI-D            | 3               | 2               | 0               | 1               | -                  | -                  | -                  | -                  | -                  | -           | -           | -           | -           | -           | 15     | 5      | 3      | 7      | 33,33      |
| Totale Ischia   | Totale Ischia     | Totale Ischia   | 81         | 43         | 21         | 17         |                 | 8               | 5               | 0               | 3               |                    | -                  | -                  | -                  | -                  |             | -           | -           | -           | -           | 89     | 48     | 21     | 20     | 53,93      |
| Totale carriera | Totale carriera   | Totale carriera | 135        | 70         | 35         | 30         |                 | 12              | 8               | 0               | 4               |                    | -                  | -                  | -                  | -                  |             | -           | -           | -           | -           | 147    | 78     | 35     | 34     | 53,06      |

## Palmarès

### Giocatore

#### Competizioni regionali
- Eccellenza: 3

Ischia: 2005-2006 (girone A)
Forlì: 2009-2010 (girone B)
Riccione: 2010-2011 (girone B)

#### Competizioni nazionali
- Campionato italiano Serie C2: 3

Ravenna: 1991-1992 (girone A)
Messina: 1999-2000 (girone C)
Frosinone: 2003-2004 (girone C)
- Campionato italiano Serie C1: 3

Ravenna: 1992-1993 (girone A), 1995-1996 (girone A)
- Scudetto Dilettanti: 1

San Felice Normanna: 2007-2008

#### Competizioni internazionali
- Coppa UEFA: 1

Napoli: 1988-1989

### Allenatore

#### Competizioni regionali
- Eccellenza: 1

Ischia: 2022-2023 (girone A)